# Spoorlijn Keulen - Hamm
De spoorlijn Keulen - Hamm is een Duitse spoorlijn tussen de steden Keulen en Hamm. De lijn is als spoorlijn 2650 tussen Keulen en Hamm en spoorlijn 2670 voor de S-Bahn tussen Keulen en Duisburg in beheer bij DB Netze.

## Geschiedenis
Het traject werd door de Cöln-Mindener Eisenbahngesellschaft (CME) in fases geopend:
- Keulen - Düsseldorf: 20 december 1845
- Düsseldorf - Duisburg: 9 februari 1846
- Duisburg - Bergeborbeck: 13 november 1846
- Bergeborbeck - Hamm: 15 mei 1847

Tot 1891 liep het traject in Düsseldorf via het kopstation Düsseldorf CM dat ter hoogte van de Adersstraße lag. Daarna is de lijn verlegd via Düsseldorf Hauptbahnhof. 

## Treindiensten
De Deutsche Bahn verzorgt het personenvervoer op dit traject met ICE, IC, RE en RB treinen. National Express, VIAS GmbH, Eurobahn en NordWestBahn verzorgen het personenvervoer met RB- en RE-treinen.
| Serie         | Treinsoort                          | Route | Bijzonderheden |
| ------------- | ----------------------------------- | --- | --- |
| ICE 1         | InterCityExpress (DB Fernverkehr)   | Köln Hbf – Düsseldorf Hbf – Duisburg Hbf – Essen Hbf – Hamburg Hbf – Hamburg Dammtor – Hamburg-Altona | |
| ICE 41        | InterCityExpress (DB Fernverkehr)   | [ Dortmund Hbf – Bochum Hbf – Essen Hbf – Duisburg Hbf – Düsseldorf Hbf – Köln Messe/Deutz – Siegburg/Bonn – Montabaur – Limburg Süd – Frankfurt (Main) Flughafen Fernbahnhof – Frankfurt (Main) Hbf – Aschaffenburg Hbf ] / [ Darmstadt Hbf – Frankfurt (Main) Hbf – Frankfurt (Main) Flughafen Fernbahnhof – Limburg Süd – Montabaur – Siegburg/Bonn – Köln Messe/Deutz – Düsseldorf Hbf – Duisburg Hbf – Essen Hbf – Bochum Hbf – Dortmund Hbf – Hamm (Westf) – Soest – Lippstadt – Paderborn Hbf – Altenbeken – Warburg (Westf) – Kassel-Wilhelmshöhe – Fulda ] – Würzburg Hbf – Nürnberg Hbf – München Hbf – Tutzing – Murnau – Oberau – Garmisch-Partenkirchen | Elk uur tussen Dortmund en München. Éénmaal per dag vanaf Darmstadt via Dortmund en Kassel naar München. Één trein op zaterdag door tot Garmisch-Partenkirchen.                                                                            |
| ICE 42        | InterCityExpress (DB Fernverkehr)   | Münster (Westf) Hbf – Dortmund Hbf – Bochum Hbf – Essen Hbf – Duisburg Hbf – Düsseldorf Hbf – Köln Hbf – Siegburg/Bonn – Montabaur – Limburg Süd – Frankfurt (Main) Flughafen Fernbahnhof – Mannheim Hbf – Stuttgart Hbf – Ulm Hbf – Augsburg Hbf – München-Pasing – München Hbf | Eenmaal per twee uur tussen Dortmund en München. |
| ICE 47        | Intercity-Express (DB Fernverkehr)  | Dortmund Hbf – Bochum Hbf – Essen Hbf – Duisburg Hbf – Düsseldorf Hbf – Köln Messe/Deutz – Köln/Bonn Flughafen – Frankfurt (Main) Flughafen Fernbahnhof – Mannheim Hbf – Stuttgart Hbf – Ulm Hbf – Augsburg Hbf – München-Pasing – München Hbf | |
| ICE 91        | InterCityExpress (DB Fernverkehr)   | [ Hamburg-Altona – Hamburg Dammtor – Hamburg Hbf – Hamburg-Harburg – Hannover Hbf – Kassel-Wilhelmshöhe – Fulda ] / [ [ Hamburg Hbf – Hamburg-Harburg – Bremen Hbf – Osnabrück Hbf – Münster (Westf) Hbf – Dortmund Hbf – Hagen Hbf – Wuppertal Hbf – Solingen Hbf ] / [ Dortmund Hbf – Bochum Hbf – Essen Hbf – Duisburg Hbf – Düsseldorf Hbf ] – Köln Hbf – Bonn Hbf – Koblenz Hbf – Mainz Hbf – Frankfurt (Main) Flughafen Fernbahnhof – Frankfurt (Main) Hbf – Hanau Hbf ] – Würzburg Hbf – Nürnberg Hbf – Regensburg Hbf – Plattling – Passau Hbf – Wels Hbf – Linz Hbf – St. Pölten Hbf – Wien Meidling – Wien Hbf – Flughafen Wien-Schwechat | Rijdt elke twee uur tussen Frankfurt en Wenen. Enkele treinen vanaf Hamburg via Dortmund. Één trein vanaf Hamburg via Hannover. |
| Eurostar 9400 | Eurostar (Eurostar)                 | Paris Nord – Brussel-Zuid – Luik-Guillemins – Aachen Hbf – Köln Hbf – Düsseldorf Hbf – Duisburg Hbf – Essen Hbf – Bochum Hbf – Dortmund Hbf | Vijf treinen per dag. Enkele treinen verder naar Dortmund. |
| IC/EC 30      | Intercity (DB Fernverkehr)          | [ [ Westerland (Sylt) – Husum ] / [ Hamburg-Altona ] – Hamburg Dammtor ] / [ Ostseebad Binz – Stralsund Hbf – Rostock Hbf – Bützow – Bad Kleinen – Schwerin Hbf ] – Hamburg Hbf – Hamburg-Harburg – Bremen Hbf – Osnabrück Hbf – Münster Hbf – Dortmund Hbf – Bochum Hbf – Essen Hbf – Duisburg Hbf – Düsseldorf Hbf – Köln Hbf – Bonn Hbf – Remagen – Andernach – Koblenz Hbf – Mainz Hbf – Mannheim Hbf – [ Heidelberg Hbf – Vaihingen (Enz) – Stuttgart Hbf ] / [ Karlsruhe Hbf – Baden-Baden – Freiburg (Breisgau) Hbf – Basel Bad Bf – Basel SBB – Zürich Hbf – Sargans – Landquart – Chur ] | Enkele treinen vanaf Binz en Westerland tot Stuttgart. |
| IC/EC 32      | Intercity (DB Fernverkehr)          | [ [ Ostseebad Binz – Stralsund Hbf – Greifswald ] / [ Seebad Heringsdorf – Zinnowitz ] – Züssow – Pasewalk – Angermünde – Berlin Gesundbrunnen ] / [ Dresden Hbf – Berlin Südkreuz – Berlin Hbf ] – Berlin-Spandau – Stendal Hbf – Wolfsburg Hbf – Hannover Hbf – [ Herford – Bielefeld Hbf – Gütersloh Hbf – Hamm (Westf) – Dortmund Hbf – Bochum Hbf – Essen Hbf – Mülheim (Ruhr) Hbf ] / [ Osnabrück Hbf – Münster Hbf – Recklinghausen Hbf – Wanne-Eickel Hbf – Gelsenkirchen Hbf – [ Essen Hbf – Mülheim (Ruhr) Hbf ] / [ Oberhausen Hbf ] ] – Duisburg Hbf – [ [ Krefeld Hbf ] / [ Düsseldorf Flughafen – Düsseldorf Hbf – Neuss Hbf ] – Mönchengladbach Hbf – Aachen Hbf ] / [ Düsseldorf Flughafen – Düsseldorf Hbf – Köln Hbf – Bonn Hbf – Remagen – Andernach – Koblenz Hbf – Bingen (Rhein) Hbf – Mainz Hbf – Worms Hbf – Mannheim Hbf – Heidelberg Hbf – Vaihingen (Enz) – Stuttgart Hbf – [ Reutlingen – Tübingen ] / [Plochingen – Göppingen – Ulm Hbf – [ Biberach (Riß) – Ravensburg – Friedrichshafen Stadt – Lindau Hbf – Bregenz – Dornbirn – Feldkirch – Bludenz – Landeck-Zams – Imst-Pitztal – Telfs-Pfaffenhofen – Innsbruck Hbf ] / [ Günzburg – Augsburg Hbf – München-Pasing – München Hbf – Rosenheim – Bad Endorf – Prien a Chiemsee – Traunstein – Freilassing – Salzburg Hbf – Golling-Abtenau – Bischofshofen – St. Johann im Pongau – Schwarzbach-St. Veit – Dorfgastein – Bad Hofgastein – Bad Gastein – Mallnitz-Obervellach – Spittal-Milstättersee – Villach Hbf – Velden am Wörthersee – Pörtschach am Wörthersee – Krumpendorf am Wörthersee – Klagenfurt Hbf ] ] | 's Zomers één trein per richting per week tussen Keulen en Binz/Heringsdorf. Enkele treinen tussen Hannover en Essen via Münster. Één trein per dag vanaf Ulm naar Innsbruck. Doordeweeks één trein per dag vanaf Stuttgart naar Tübingen. |
| IC 35         | Intercity (DB Fernverkehr)          | [ Norddeich Mole ] / [ Emden Außenhafen ] – Emden Hbf – Leer (Ostfriesl) – Papenburg (Ems) – Meppen – Lingen (Ems) – Rheine – Münster (Westf) Hbf – Recklinghausen Hbf – Gelsenkirchen Hbf – Oberhausen Hbf – Duisburg Hbf – Düsseldorf Hbf – Köln Hbf – Bonn Hbf – Remagen – Andernach – Koblenz Hbf – Bingen (Rhein) Hbf – Mainz Hbf – Worms Hbf – Mannheim Hbf – [ Karlsruhe Hbf – Offenburg – Donaueschingen – Singen (Hohentwiel) – Konstanz ] / [ Heidelberg Hbf – Vaihingen (Enz) – Stuttgart Hbf ] | Rijdt eenmaal per twee uur, op vrijdag en zaterdag rijdt er één trein vanaf Emden Hbf naar Konstanz. Op zondag rijdt er één trein vanaf Konstanz naar Emden Hbf. Enkele treinen van/naar Emden Außenhafen                                  |
| IC 50         | Intercity (DB Fernverkehr)          | [ Ostseebad Binz – Stralsund Hbf – Greifswald – Züssow – Pasewalk – Angermünde – Berlin Gesundbrunnen – Berlin Hbf – Berlin Südkreuz – Lutherstadt Wittenberg – Halle (Saale) Hbf – ] / [ Leipzig Hbf ] – Erfurt Hbf – Eisenach – [ Bebra – Kassel-Wilhelmshöhe – Warburg (Westf) – Altenbeken – Paderborn Hbf – Lippstadt – Soest – Hamm (Westf) – Dortmund Hbf – Bochum Hbf – Essen Hbf – Duisburg Hbf – Düsseldorf Flughafen – Düsseldorf Hbf ] / [ Fulda – Frankfurt (Main) Hbf – [ Darmstadt Hbf – Mannheim Hbf – Ludwigshafen (Rhein) Hbf – Neustadt (Weinstr) Hbf – Kaiserslautern Hbf – Homburg (Saar) Hbf – Saarbrücken Hbf ] / [ Frankfurt (Main) Flughafen Fernbahnhof – Mainz Hbf – Wiesbaden Hbf ] | Tweemaal per dag tussen Frankfurt en Saarbrücken. Eenmaal per dag van Stralsund naar Frankfurt. |
| IC 55         | Intercity (DB Fernverkehr)          | Dresden Hbf – Riesa – Leipzig Hbf – Flughafen Leipzig/Halle – Halle (Saale) Hbf – Magdeburg Hbf – Braunschweig Hbf – Hannover Hbf – Bielefeld Hbf – Hamm (Westf) – Dortmund Hbf – [ Hagen Hbf – Wuppertal Hbf – Solingen Hbf – Köln Hbf ] / [ Bochum Hbf – Essen Hbf – Mülheim (Ruhr) Hbf – Duisburg Hbf – Düsseldorf Hbf – Köln Hbf – Bonn Hbf – Koblenz Hbf – Mainz Hbf – Mannheim Hbf – Heidelberg Hbf – Stuttgart Hbf – Ulm Hbf – Memmingen – Kempten (Allgäu) Hbf – Immenstadt – Oberstdorf ] | 1x per dag Leipzig - Oberstdorf via Duisburg en Düsseldorf. |
| NJ 40420      | ÖBB Nightjet (ÖBB)                  | Amsterdam Centraal – Utrecht Centraal – Arnhem Centraal – Düsseldorf Hbf – Köln Messe/Deutz – Würzburg Hbf – Nürnberg Hbf – Regensburg Hbf – Wels Hbf – Linz Hbf – Sankt Pölten Hbf – Wien Meidling – Wien Hbf | Rijdt tussen Amsterdam en Nürnberg gekoppeld met NightJet 400. |
| FLX 20        | FLX (Flixtrain)                     | Köln Hbf – Düsseldorf Hbf – Duisburg Hbf – Essen Hbf – Gelsenkirchen Hbf – Münster Hbf – Osnabrück Hbf – Hamburg-Harburg – Hamburg Hbf | [ 1 ] |
| FLX 30        | FLX (FlixTrain)                     | Aachen Hbf – Köln Hbf – Düsseldorf Hbf – Duisburg Hbf – Essen Hbf – Bochum Hbf – Dortmund Hbf – Hamm (Westfalen) – Gütersloh Hbf – Bielefeld Hbf – Herford – Hannover Hbf – Stendal – Berlin-Spandau – Berlin Hbf – Berlin Südkreuz – Elsterwerda – Dresden-Neustadt – Dresden Hbf | Dienstregeling Flixtrain FLX30. Flixtrain (8 april 2024). Geraadpleegd op 19 april 2024. |
| RE 1 (RRX)    | Regional-Express (National Express) | Aachen Hbf – Stolberg (Rheinl) Hbf – Eschweiler Hbf – Düren – Köln Hbf – Düsseldorf Hbf – Duisburg Hbf – Essen Hbf – Dortmund Hbf – Hamm (Westf) | NRW-Express |
| RE 2          | Regional-Express (DB Regio NRW)     | Osnabrück Hbf – Münster Hbf – Recklinghausen Hbf – Wanne-Eickel Hbf – Gelsenkirchen Hbf – Essen Hbf – Duisburg Hbf – Düsseldorf Hbf | Rhein-Haard-Express |
| RE 3          | Regional-Express (Eurobahn)         | Hamm (Westf) – Dortmund Hbf – Castrop-Rauxel Hbf – Herne – Wanne-Eickel Hbf – Gelsenkirchen Hbf – Oberhausen Hbf – Duisburg Hbf – Düsseldorf Hbf | Rhein-Emscher-Express |
| RE 5 (RRX)    | Regional-Express (National Express) | Wesel – Oberhausen Hbf – Duisburg Hbf – Düsseldorf Hbf – Köln Hbf – Bonn Hbf – Remagen – Andernach – Koblenz Hbf | Rhein-Express |
| RE 6 (RRX)    | Regional-Express (National Express) | Köln/Bonn Luchthaven – Köln Hbf – Neuss Hbf – Düsseldorf Hbf – Duisburg Hbf – Essen Hbf – Bochum Hbf – Dortmund Hbf – Hamm Hbf – Gütersloh Hbf – Bielefeld Hbf – Minden (Westf) | Rhein-Weser-Express |
| RE 7          | Regional-Express (National Express) | Rheine – Münster (Westf) Hbf – Hamm (Westf) – Hagen Hbf – Wuppertal Hbf – Solingen Hbf – Köln Hbf – Neuss Hbf – Krefeld Hbf | Rhein-Münsterland-Express |
| RE 11 (RRX)   | Regional-Express (National Express) | Düsseldorf Hbf – Duisburg Hbf – Essen Hbf – Bochum Hbf – Dortmund Hbf – Hamm (Westf) Hbf – Paderborn Hbf – Warburg (Westf) – Kassel-Wilhelmshöhe | Rhein-Hellweg-Express Rijdt elke twee uur tussen Paderborn en Kassel-Wilhelmshöhe. |
| 20000 RE 19   | Regional-Express (VIAS)             | Arnhem Centraal – Zevenaar – Emmerich-Elten – Emmerich – Wesel – Oberhausen Hbf – Duisburg Hbf – Düsseldorf Flughafen – Düsseldorf Hbf | Rhein-IJssel-Express |
| 20000 RE 19a  | Regional-Express (VIAS)             | Bocholt – Dingden – Hamminkeln – Blumenkamp – Wesel – Oberhausen Hbf – Duisburg Hbf – Düsseldorf Flughafen – Düsseldorf Hbf | Bocholter Bahn |
| RE 42         | Regional-Express (DB Regio NRW)     | Mönchengladbach Hbf – Viersen – Krefeld Hbf – Duisburg Hbf – Essen Hbf – Gelsenkirchen Hbf – Wanne-Eickel Hbf – Recklinghausen Hbf – Münster (Westf) Hbf | Niers-Haard-Express |
| RB 25         | Regionalbahn (DB Regio NRW)         | Köln Hansaring – Köln Hbf – Rösrath – Overath – Dieringhausen – Gummersbach – Meinerzhagen – Brügge (Westf) – Lüdenscheid | Oberbergische Bahn Köln-Engelskirchen 2x per uur, 1x per uur van/naar Lüdenscheid |
| RB 32         | Regionalbahn (DB Regio NRW)         | Duisburg Hbf – Oberhausen Hbf – Essen-Altenessen – Gelsenkirchen Hbf – Wanne-Eickel Hbf – Herne – Castrop-Rauxel Hbf – Dortmund Hbf | Rhein-Emscher-Bahn |
| RB 33         | Regionalbahn (DB Regio NRW)         | Aachen Hbf – Herzogenrath – Lindern – / [ Heinsberg (Rheinl) ] Rheydt Hbf – Mönchengladbach Hbf – Viersen – Krefeld Hbf – Rheinhausen – Duisburg Hbf – Mülheim (Ruhr) Hbf – Essen Hbf | Rhein-Niers-Bahn Trein splitst en combineert in Lindern. |
| RB 35         | Regionalbahn (VIAS)                 | Wesel – Dinslaken – Oberhausen Hbf – Duisburg Hbf – Rheinhausen – Krefeld Hbf – Viersen – Mönchengladbach Hbf | Emscher-Niederrhein-Bahn |
| RB 43         | Regionalbahn (DB Regio NRW)         | Dortmund Hbf – Dortmund-Lütgendortmund Nord – Castrop-Rauxel Süd – Herne – Wanne-Eickel Hbf – Gelsenkirchen Zoo – Gladbeck Ost – Dorsten | Emschertal-Bahn zaterdagavond en zondagochtend 1x per twee uur |
| RB 46         | Regionalbahn (DB Regio NRW)         | Gelsenkirchen Hbf – Wanne-Eickel Hbf – Bochum-Riemke – Bochum-Hamme – Bochum West – Bochum Hbf | Glückauf-Bahn 2x per uur, 1x per uur in het weekend |

### S-Bahn Rhein-Ruhr
Op het traject rijdt de S-Bahn Rhein-Ruhr de volgende routes:
| Serie | Treinsoort            | Route | Bijzonderheden                                                                                          |
| ----- | --------------------- | --- | --- |
| S 1   | S-Bahn (DB Regio NRW) | Solingen Hbf – Düsseldorf Hbf – Düsseldorf Luchthaven – Duisburg Hbf – Mülheim (Ruhr) Hbf – Essen Hbf – Bochum Hbf – Dortmund Hbf                  | |
| S 6   | S-Bahn (DB Regio NRW) | Köln-Worringen – Köln-Nippes – Köln Hbf – Langenfeld (Rhld) – Düsseldorf-Benrath – Düsseldorf Hbf – Ratingen Ost – Essen Hbf                       | Dienstregeling S6 geldig vanaf 10-12-2023                                                               |
| S 11  | S-Bahn (DB Regio NRW) | Düsseldorf Luchthaven Terminal – Düsseldorf Hbf – Neuss Hbf – Norf – Nievenheim – Dormagen – Köln Hbf – Bergisch Gladbach                          | Dienstregeling S11 geldig vanaf 10-12-2023                                                              |
| S 12  | S-Bahn (DB Regio NRW) | Horrem – Köln-Ehrenfeld – Köln Hbf – Porz-Wahn – Troisdorf – Siegburg/Bonn – Hennef (Sieg) – Eitorf – Au (Sieg)                                    | Dienstregeling S12 geldig vanaf 10-12-2023                                                              |
| S 19  | S-Bahn (DB Regio NRW) | (Aachen Hbf – ) Düren – Horrem – Köln-Ehrenfeld – Köln Hbf – Köln/Bonn Luchthaven – Troisdorf – Siegburg/Bonn – Hennef (Sieg) – Eitorf – Au (Sieg) | Rijdt alleen twee keer per nacht tussen Aachen Hbf en Düren. Dienstregeling S19 geldig vanaf 10-12-2023 |
| S 68  | S-Bahn (DB Regio NRW) | Langenfeld (Rhld) – Düsseldorf-Benrath – Düsseldorf Hbf – Gruiten – Wuppertal-Vohwinkel                                                            | Dienstregeling S68 geldig vanaf 10-12-2023                                                              |

## Aansluitingen
In de volgende plaatsen is of was er een aansluiting op de volgende spoorlijnen:
Köln Messe/Deutz
DB 2621, spoorlijn tussen aansluiting Posthof en aansluiting Steinstraße
DB 2633, spoorlijn tussen Köln Hauptbahnhof en Köln Messe/Deutz
DB 2639, spoorlijn tussen Köln Hauptbahnhof en Köln Messe/Deutz
DB 2651, spoorlijn tussen Keulen en Gießen
DB 2652, spoorlijn tussen Köln Messe/Deutz en Köln-Mülheim
DB 2653, spoorlijn tussen Köln Messe/Deutz en Köln-Mülheim
DB 2654, spoorlijn tussen Köln Messe/Deutz en Köln Deutzerfeld
DB 2659, spoorlijn tussen Köln Messe/Deutz en Köln-Mülheim
DB 2668, spoorlijn tussen Köln Messe/Deutz en Köln Deutzerfeld
Köln Deutzerfeld
DB 30, spoorlijn tussen Köln Deutzerfeld en Köln-Kalk
Köln-Mülheim
DB 34, spoorlijn tussen Köln-Mülheim en Stellwerk 6
DB 2624, spoorlijn tussen Köln-Mülheim W103 en aansluiting Berliner Straße W50
DB 2625, spoorlijn tussen Köln-Mülheim Berliner Straße W241 en W 51
DB 2652, spoorlijn tussen Köln Messe/Deutz en Köln-Mülheim
DB 2653, spoorlijn tussen Köln Messe/Deutz en Köln-Mülheim
DB 2659, spoorlijn tussen Köln Messe/Deutz en Köln-Mülheim
DB 2660, spoorlijn tussen Köln-Mülheim en Köln-Kalk
DB 2662, spoorlijn tussen Köln-Mülheim W102 en aansluiting Berliner Straße W49
DB 2663, spoorlijn tussen Köln-Mülheim en Bergisch Gladbach
DB 2665, spoorlijn tussen Köln-Kalk Nord en aansluiting Berliner Straße W48
DB 2669, spoorlijn tussen Köln-Kalk Nord en Köln-Mülheim
DB 2730, spoorlijn tussen Gruiten en Köln-Mülheim
DB 9617, spoorlijn tussen Köln-Mülheim en Leverkusen-Bayerwerk
Langenfeld (Rhld)
DB 9247, spoorlijn tussen Langenfeld en Rheindorf
Düsseldorf-Reisholz
DB 2411, spoorlijn tussen Düsseldorf-Reisholz en Düsseldorf-Derendorf
aansluiting Berg
DB 2417, spoorlijn tussen de aansluiting Sturm en Düsseldorf-Lierenfeld
aansluiting Emma
DB 2415, spoorlijn tussen aansluiting Emma en Düsseldorf Abstellbhf
Düsseldorf Hauptbahnhof
DB 2400, spoorlijn tussen Düsseldorf en Hagen
DB 2412, spoorlijn tussen Düsseldorf-Bilk en Düsseldorf
DB 2413, spoorlijn tussen Düsseldorf-Eller en Düsseldorf Hauptbahnhof
DB 2414, spoorlijn tussen Düsseldorf Hauptbahnhof en Düsseldorf Abstellbf
DB 2416, spoorlijn tussen Düsseldorf Hauptbahnhof en Düsseldorf-Unterrath
DB 2419, spoorlijn tussen Düsseldorf Hauptbahnhof en Düsseldorf Abstellbf
DB 2525, spoorlijn tussen Neuss en aansluiting Linderhausen
DB 2550, spoorlijn tussen Aken en Kassel
aansluiting Rethel
DB 2402, spoorlijn tussen aansluiting Rethel en aansluiting Dora
Düsseldorf-Derendorf
DB 2403, spoorlijn tussen Düsseldorf-Derendorf en aansluiting Dora
DB 2410, spoorlijn tussen Düsseldorf-Lierenfeld en Düsseldorf-Derendorf
DB 2411, spoorlijn tussen Düsseldorf-Reisholz en Düsseldorf-Derendorf
Düsseldorf-Unterrath
DB 2406, spoorlijn tussen Düsseldorf-Flughafen en Düsseldorf-Unterrath
DB 2407, spoorlijn tussen Düsseldorf-Derendorf en Düsseldorf-Unterrath
DB 2408, spoorlijn tussen Düsseldorf-Flughafen W884 en Düsseldorf-Unterrath
DB 2416, spoorlijn tussen Düsseldorf Hauptbahnhof en Düsseldorf-Unterrath
Duisburg-Großenbaum
DB 2310, spoorlijn tussen Duisburg-Großenbaum en Duisburg Hauptbahnhof
DB 2317, spoorlijn tussen Duisburg-Großenbaum en aansluiting Buchholz
Duisburg Hbf
DB 1, spoorlijn tussen Duisburg Hauptbahnhof en Duisburg Innenhafen Süd
DB 2184, spoorlijn tussen Mülheim-Styrum en Duisburg
DB 2290, spoorlijn tussen Mülheim-Styrum en Duisburg
DB 2310, spoorlijn tussen Duisburg-Großenbaum en Duisburg Hauptbahnhof
DB 2311, spoorlijn tussen Duisburg-Hochfeld Süd en Duisburg Hauptbahnhof
DB 2312, spoorlijn tussen Duisburg-Hochfeld Süd en Duisburg Hauptbahnhof
DB 2320, spoorlijn tussen Duisburg-Wedau en Oberhausen-Osterfeld Süd
DB 2326, spoorlijn tussen Duisburg-Bissingheim en Duisburg Hauptbahnhof
aansluiting Kaiserberg
DB 2318, spoorlijn tussen aansluiting Kaiserberg en aansluiting Ruhrtal
DB 2319, spoorlijn tussen aansluiting Duissern en aansluiting Kaiserberg
Oberhausen Hbf
DB 2183, spoorlijn tussen Mülheim-Styrum en Oberhausen
DB 2262, spoorlijn tussen Oberhausen en Bottrop Nord
DB 2270, spoorlijn tussen Oberhausen en Emmerich
DB 2271, spoorlijn tussen Oberhausen en Wesel
DB 2274, spoorlijn tussen Oberhausen en Duisburg-Ruhrort
DB 2275, spoorlijn tussen aansluiting Kolkmannshof en Oberhausen
DB 2277, spoorlijn tussen Oberhausen en Essen-Altenessen
DB 2278, spoorlijn tussen Oberhausen Obo en aansluiting Mathilde
DB 2282, spoorlijn tussen Oberhausen Obo en Oberhausen Obn
DB 2283, spoorlijn tussen Oberhausen Hauptbahnhof en Oberhausen West Oro
Essen-Frintrop
DB 2243, spoorlijn tussen Essen-Dellwig en Bottrop Süd
DB 2280, spoorlijn tussen aansluiting Walzwerk en Essen West
Essen-Bergeborbeck
DB 2177, spoorlijn tussen Essen-Bergeborbeck en Essen Nord
DB 2241, spoorlijn tussen aansluiting Essen-Horl en Essen-Bergeborbeck
Essen-Altenessen
DB 2170, spoorlijn tussen Essen-Altenessen en Essen Nord
DB 2173, spoorlijn tussen Essen-Stoppenberg en Essen-Altenessen
DB 2255, spoorlijn tussen Essen-Altenessen Rheinisch en Essen-Altenessen
DB 2277, spoorlijn tussen Oberhausen en Essen-Altenessen
lijn tussen Essen-Altenessen en Recklinghausen Ost
Gelsenkirchen Hbf
DB 2168, spoorlijn tussen Essen-Kray Nord en Gelsenkirchen
DB 2230, spoorlijn tussen aansluiting Hessler - Wanne-Eickel
DB 2231, spoorlijn tussen Gelsenkirchen en Wanne-Eickel
DB 2232, spoorlijn tussen Gelsenkirchen-Wattenscheid en Wanne-Eickel
DB 2237, spoorlijn tussen Gelsenkirchen-Rotthausen en Gelsenkirchen
DB 2238, spoorlijn tussen Gelsenkirchen en de aansluiting Pluto
DB 2239, spoorlijn tussen Gelsenkirchen en Wanne-Eickel
Wanne-Eickel Hbf
DB 2154, spoorlijn tussen Bochum-Riemke en Wanne-Eickel
DB 2200, spoorlijn tussen Wanne-Eickel en Hamburg
DB 2201, spoorlijn tussen Wanne-Eickel en aansluiting Baukau
DB 2202, spoorlijn tussen Herne-Rottbruch en Wanne-Eickel
DB 2203, spoorlijn tussen Wanne-Eickel en Wanne-Unser Fritz
DB 2204, spoorlijn tussen Wanne-Eickel en Wanne-Unser Fritz
DB 2205, spoorlijn tussen Wanne-Eickel en aansluiting Bickern
DB 2206, spoorlijn tussen Wanne-Eickel en Meiderich Nord
DB 2208, spoorlijn tussen Wanne-Eickel en Herne
DB 2209, spoorlijn tussen Essen-Kray Nord en Wanne-Eickel
DB 2230, spoorlijn tussen aansluiting Hessler en Wanne-Eickel
DB 2231, spoorlijn tussen Gelsenkirchen en Wanne-Eickel
DB 2232, spoorlijn tussen Gelsenkirchen-Wattenscheid en Wanne-Eickel
DB 9220, spoorlijn tussen Wanne Übergabebahnhof en Wanne Westhafen
DB 9223, spoorlijn tussen Wanne Übergabebahnhof en Wanne Herzogstraße
Herne
DB 20, spoorlijn tussen Herne en Herne WfE
DB 2208, spoorlijn tussen Wanne-Eickel en Herne
DB 2210, spoorlijn tussen Herne en Dortmund
DB 2211, spoorlijn tussen Herne en Castrop-Rauxel Süd
DB 2212, spoorlijn tussen Herne-Rottbruch en Herne
DB 2221, spoorlijn tussen Recklinghausen Süd en Herne
Dortmund-Mengede
DB 2135, spoorlijn tussen Dortmund-Mengede en Dortmund-Dorstfeld
aansluiting Nette
DB 2132, spoorlijn tussen aansluiting Nette en Dortmund-Scharnhorst
aansluiting Hansa
DB 2133, spoorlijn tussen aansluiting Hansa en Dortmund Hbf
Dortmund Hbf
DB 2100, spoorlijn tussen Dortmund en Gronau
DB 2103, spoorlijn tussen Dortmund en Soest
DB 2106, spoorlijn tussen Dortmund Hauptbahnhof en aansluiting Körne
DB 2125, spoorlijn tussen aansluiting Stockumer Straße en Dortmund Hauptbahnhof
DB 2158, spoorlijn tussen Bochum en Dortmund
DB 2190, spoorlijn tussen Bochum en Dortmund
DB 2192, spoorlijn tussen Dortmund Hauptbahnhof en Dortmund-Hörde
DB 2210, spoorlijn tussen Herne en Dortmund
DB 2801, spoorlijn tussen Hagen en Dortmund
aansluiting Körne
DB 2106, spoorlijn tussen Dortmund Hauptbahnhof - aansluiting Körne
Dortmund-Scharnhorst
DB 2132, spoorlijn tussen aansluiting Nette - Dortmund-Scharnhorst
Kamen
DB 2933, spoorlijn tussen Unna - Kamen
DB 9207, spoorlijn tussen Bönen en Bockum-Hövel
Hamm
DB 1700, spoorlijn tussen Hannover en Hamm
DB 2250, spoorlijn tussen Oberhausen-Osterfeld Süd en Hamm
DB 2922, spoorlijn tussen Hamm Rangierbahnhof W190 en Hamm W926
DB 2923, spoorlijn tussen Hamm Rangierbahnhof W431 en Hamm W936
DB 2930, spoorlijn tussen Soest en Hamm
DB 2931, spoorlijn tussen Hamm en Emden
DB 2932, spoorlijn tussen Unna en Hamm
DB 2990, spoorlijn tussen Minden en Hamm

## Elektrische tractie
Het traject werd tussen 1957 en 1961 geëlektrificeerd met een wisselspanning van 15.000 volt 16⅔ Hz.